# Équipe cycliste Lutetia-Wolber
L'équipe cycliste Lutetia-Wolber, est une équipe cycliste française de cyclisme professionnel sur route, active entre 1931 et 1934, sponsorisée par les Cycles Lutetia et les pneumatiques Wolber.

## Principaux résultats

### Classiques
- Paris-Fourmies 1932 Henri Deconinck
- Marseille-Nice 1932 Adrien Buttafocchi
- Bordeaux-Paris 1933 Fernand Mithouard
- Paris-Tours 1933 Jules Merviel

### Bilan sur les grands tours
- Tour de France[note 1]
  - Victoires d'étapes

## Effectifs
- 1931
  - Arturo Bresciani
  - Jean Maréchal
  - Joseph Mauclair
  - Francis Pélissier

- 1932
  - Armand Blanchonnet
  - Arturo Bresciani
  - Adrien Buttafocchi[1]
  - Henri Deconinck[1]
  - Marius Gallottini
  - Émile Ignat
  - Jules Merviel
  - Fernand Mithouard
  - Aubert Winsingues[1]

- 1933
  - Arturo Bresciani
  - André Godinat
  - Léon Le Calvez
  - Jules Merviel
  - Jean Noret

- 1934

- 1950
  - Jean Guéguen
  - Pierre Jaminet
  - Léon Le Calvez
  - Édouard Muller
  - Kléber Piot
  - André Pousse